# Thinoseius fucicola
Thinoseius fucicola is een mijtensoort uit de familie van de Eviphididae. De wetenschappelijke naam van de soort is voor het eerst geldig gepubliceerd in 1920 door Halbert.